# Oderhochwasser 1997

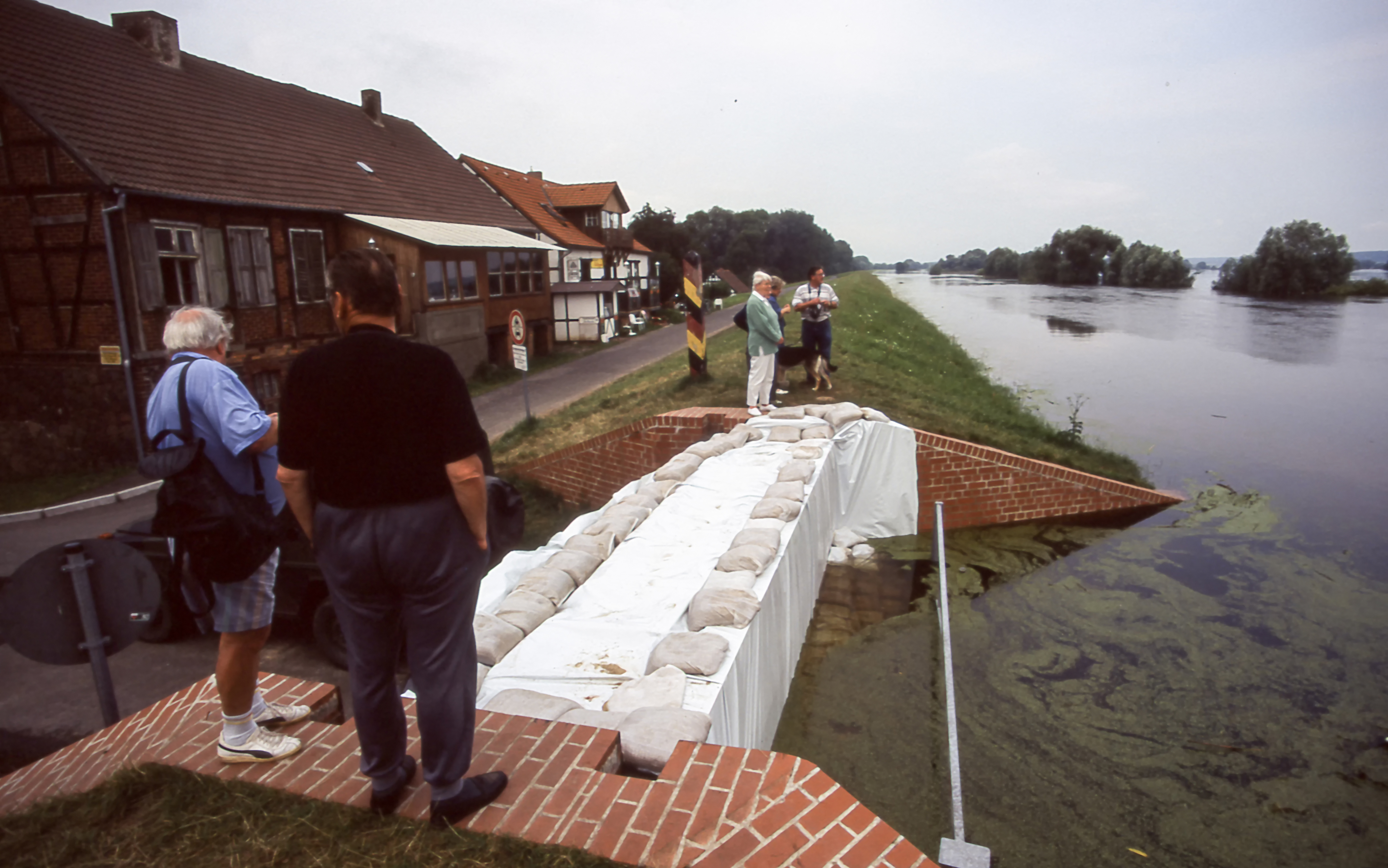
Oderhochwasser im Juli 1997: geschlossene Deichscharte in Zollbrücke

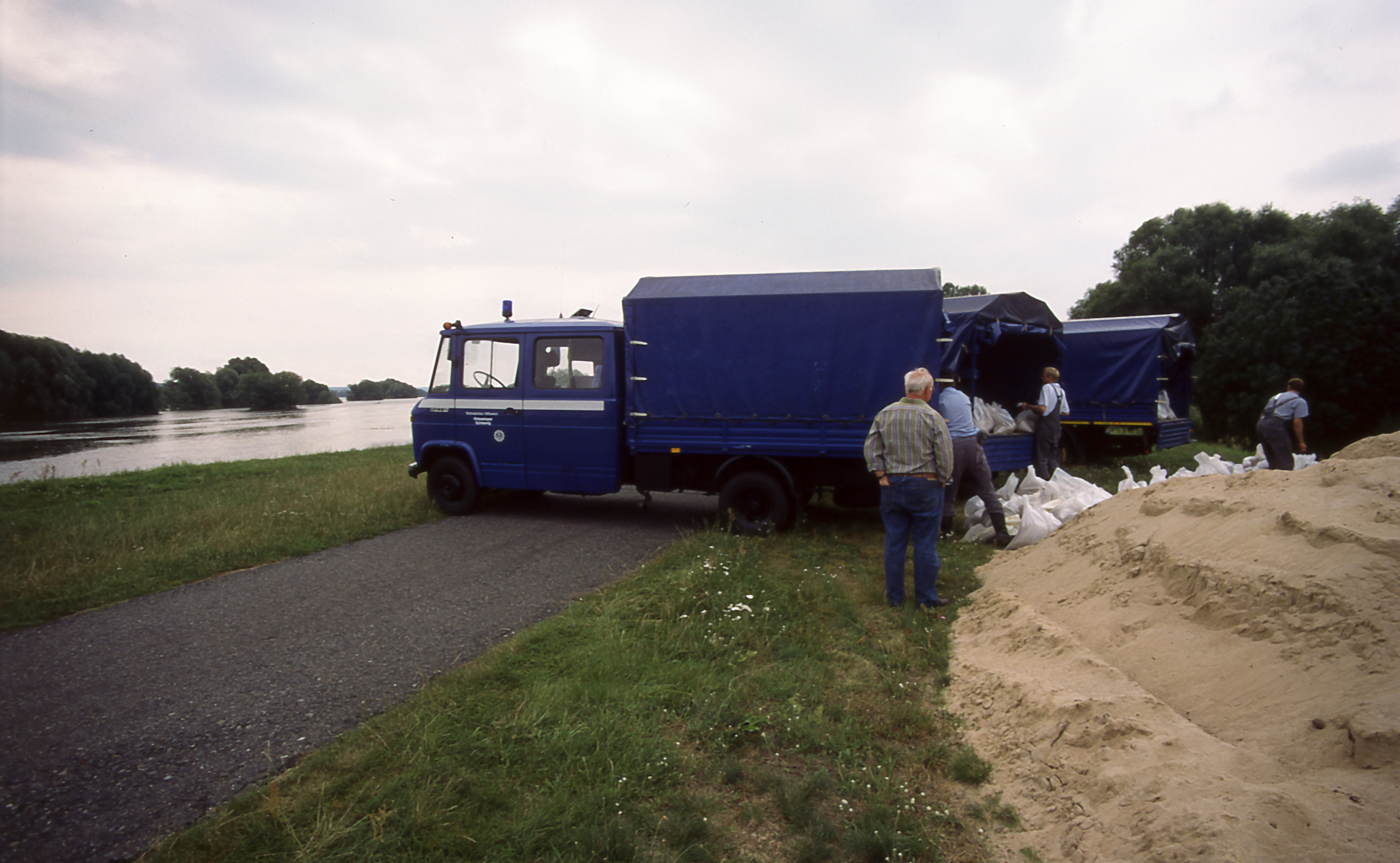
THW füllt Sandsäcke bei Hohensaaten

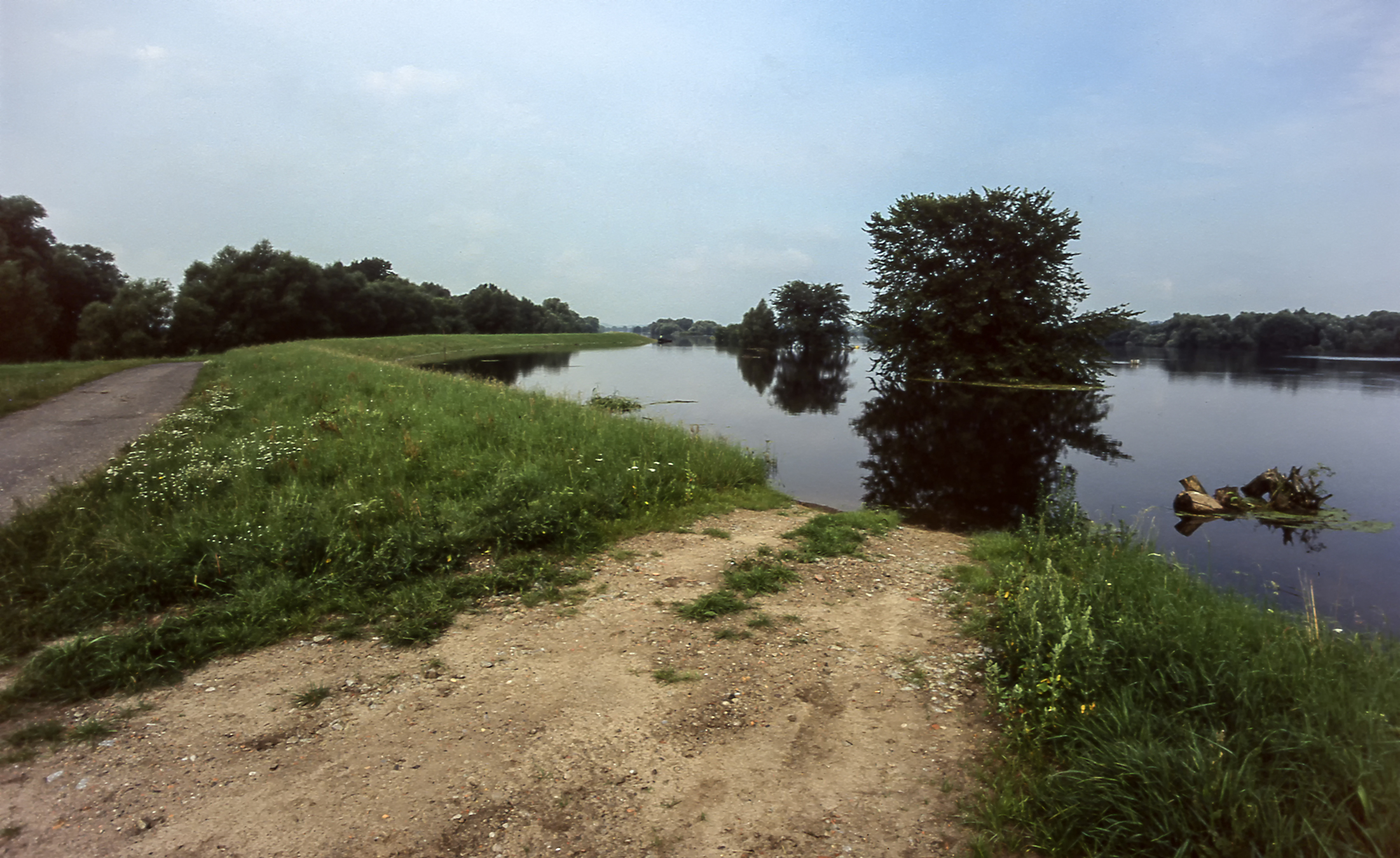
Dammweg von Hohenwutzen nach Hohensaaten kurz vor Höchststand der Flut

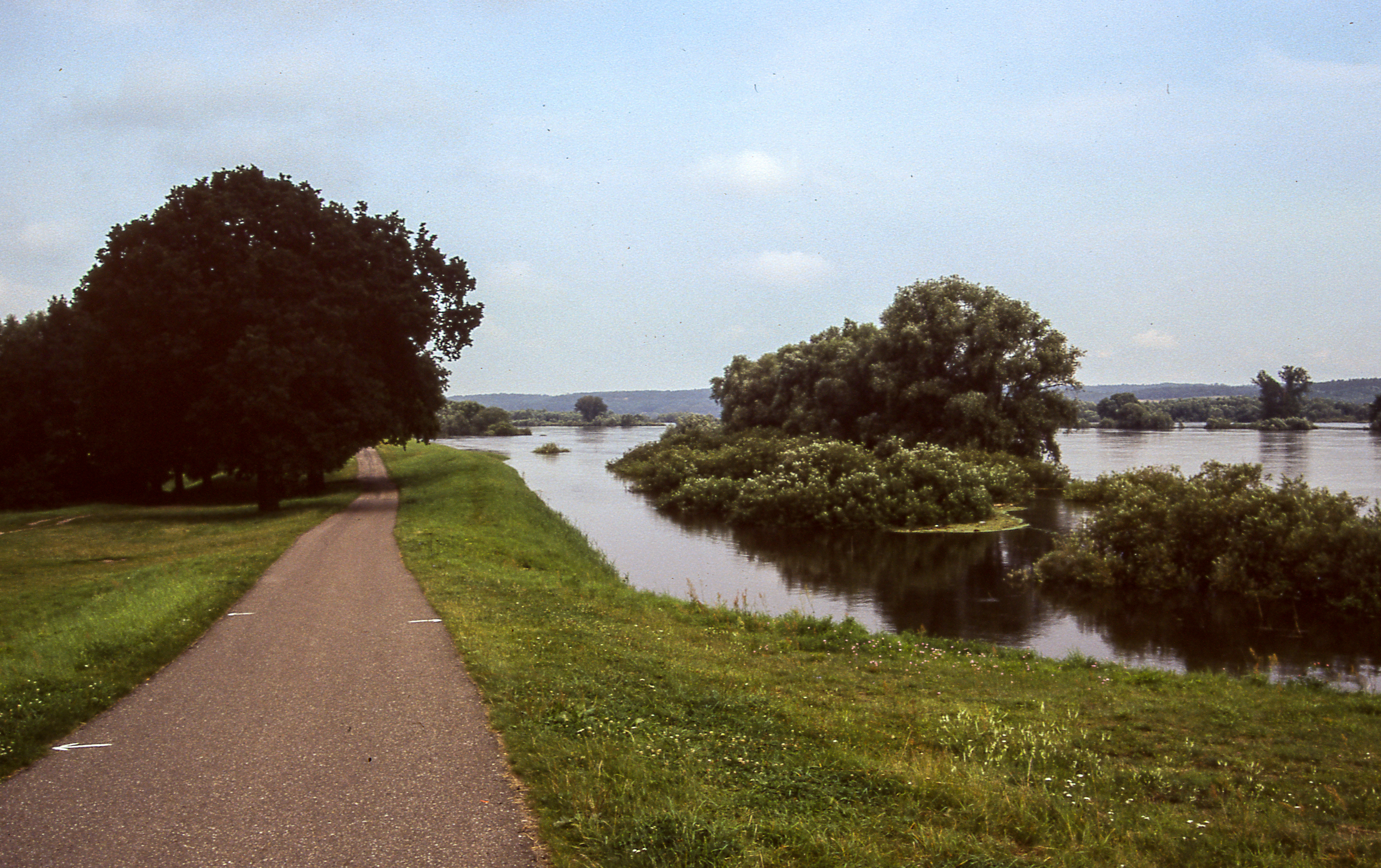
Deutsches Ufer westlich von Siekierki

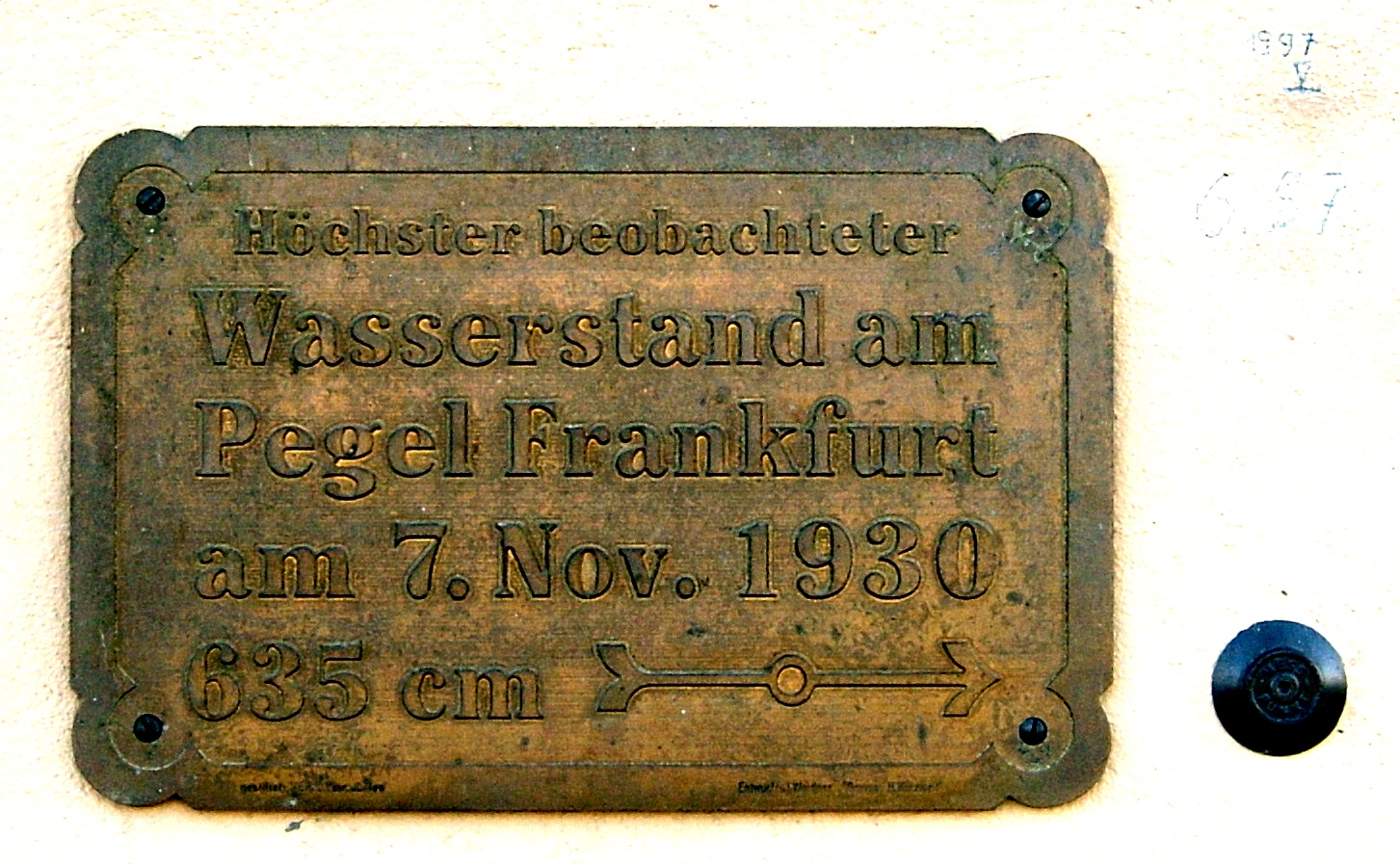
Pegelmarke in Frankfurt (Oder) – 1930 (Schild) und 1997 (handschriftlich, rechts oben)

Das Oderhochwasser 1997 (polnisch powódź tysiąclecia „Jahrtausendhochwasser“) war die größte bekannte Flut der Oder. Überschwemmungen an den Flussläufen der Oder verursachten im Juli und August schwere Schäden in Tschechien, Polen und Deutschland und forderten zahlreiche Opfer (in der Tschechischen Republik 20 und in Polen 54 Todesopfer). Die Schäden werden auf 3,8 Milliarden Euro in Tschechien und Polen sowie 330 Millionen Euro in Deutschland beziffert. Bei der Bewältigung der Flut und bei den Abwehrmaßnahmen in Deutschland waren Bundeswehr, Bundesgrenzschutz, Deutsche Lebens-Rettungs-Gesellschaft (DLRG), Deutsches Rotes Kreuz (DRK), Johanniter-Unfall-Hilfe (JUH), Feuerwehr, Arbeiter-Samariter-Bund Deutschland (ASB) sowie das Technische Hilfswerk (THW) mit großem personellem Aufwand beteiligt.

## Verlauf
Ursache der Flut war eine sogenannte Vb-Wetterlage, ausgelöst durch die Tiefdruckgebiete Xolska und Zoe, die ausgedehnte Starkniederschläge längerer Dauer in den tschechischen und polnischen Gebirgsregionen (Riesengebirge und Altvatergebirge) auslöste. Die Flüsse, vor allem die March und die Oder, traten über die Ufer. Binnen kürzester Zeit waren am 10. Juli weite Landesteile Südpolens und Tschechiens überflutet und tausende Menschen obdachlos. Die polnische Stadt Opole (Oppeln) war zu großen Teilen überflutet.
Für den Grenzoderabschnitt gab das Landesumweltamt Brandenburg am 8. Juli eine Hochwasserwarnung heraus; am 14. Juli wurden für die betroffenen Landkreise und die Stadt Frankfurt (Oder) Alarmstufe I ausgerufen. Die höchste Alarmstufe (IV) musste bereits am 17. Juli für den Landkreis Oder-Spree ausgerufen werden und am folgenden Tag für die Stadt Frankfurt und am 22. Juli für die Landkreise Märkisch-Oderland, Barnim und Uckermark.
Die Flut erreichte Brandenburg am 17. Juli bei Ratzdorf, am Zusammenfluss von Oder und Lausitzer Neiße. Mit 6,20 Meter stand der Pegel fast 3,50 Meter über den langjährigen Sommerwerten. Vorsorglich wurden die niedrigsten Deichstrecken erhöht. Eine zweite Hochwasserwelle, verursacht durch erneute starke Regenfälle, erfolgte vom 18. bis 21. Juli im oberen Odereinzugsgebiet. Deiche wurden aufgeweicht; der Wasserdruck betrug sechs Tonnen je Quadratmeter. Am Oder-Spree-Kanal in Eisenhüttenstadt kam es zu Rissen der Deichkrone. Sicherheitsmaßnahmen mit Sandsäcken und Faschinen verhinderten einen Deichbruch.
In der Ziltendorfer Niederung begannen am 22. Juli erste Evakuierungen in den Ziltendorfer Ortsteilen Aurith und der Ernst-Thälmann-Siedlung. Bundeswehr, Bundesgrenzschutz und das Technische Hilfswerk versuchten, die brüchigen und durchnässten Deiche in der Region zu stabilisieren. Im Oderbruch wurde das Vieh in Sicherheit gebracht. Der Deich bei Brieskow-Finkenheerd brach am 23. Juli auf einer Breite von anfangs 70 Metern, später auf 200 Metern durch die hohe Fließgeschwindigkeit aufgrund des Höhenunterschiedes zwischen Oder und der Ziltendorfer Niederung. Am 24. Juli brach etwa 9 Kilometer weiter der Deich bei Aurith. Somit war die Überflutung der 5.500 Hektar großen Ziltendorfer Niederung nicht mehr aufzuhalten. Die Bundeswehr hatte zwischenzeitlich bereits 8.300 Soldaten und 36 Hubschrauber, zahlreiche Lastkraftwagen, Pionierpanzer und Boote bei der Deichbefestigung und der Evakuierung im Einsatz.
Im nördlichen Oderbruch bei Hohenwutzen wurde vorsorglich die Evakuierung von 6.500 Menschen angeordnet. Dabei wurden auch die Tiere aus dem Oderbruchzoo Altreetz abtransportiert. Am 25. Juli rutschten am Deichkilometer 70,4 bei Neuglietzen auf einer Länge von 150 Metern Teile des Deiches ab. Löcher bis zu sieben Meter tief mit bis zu 25 Metern Breite klafften an der Landseite im Deich. Mit Sandsäcken beladene Hubschrauber der Bundeswehr wurden unter Lebensgefahr vom Bundeswehroffizier Jan Uwe Kestner auf dem Deich eingewiesen und füllten die Löcher. Kestner wurde hierfür im Juli 2007 mit dem Verdienstorden des Landes Brandenburg ausgezeichnet. Ununterbrochen brachten Hubschrauber tausende Sandsäcke, die die Soldaten in der Bruchstelle aufschichteten. Von Tauchern wurde der Deich von der Wasserseite mit Folie abgedeckt, so dass er schließlich gehalten werden konnte.
Am 27. Juli erreichte der Pegel 6,56 Meter Rekordhöhe in Frankfurt (Oder). Am 28. Juli starteten erstmals Tornado-Kampfflugzeuge zur optischen Aufklärung über dem Hochwassergebiet. Am 29. Juli wurde bei Reitwein, Deich-km 4,8 und 5,2 ein kritischer Riss (0,5 m breit, 50 m lang) in der Deichberme erfolgreich verbaut. Dazu wurden auch Bundeswehr-Hubschrauber zum Sandsacktransport eingesetzt. Der Einsatzverband der Bundeswehr umfasste inzwischen 9.000 Soldaten.
Angesichts der lebensbedrohlichen Situation für 20.000 Einwohner des Oderbruchs traf der Krisenstab in Bad Freienwalde (Oder) Vorbereitungen zur Evakuierung. Rund 8.000 Menschen im Oderbruch haben bis zum 1. August ihre Häuser verlassen. In der Nacht zum 1. August 1997 wurde mit dem Bau eines Schutzdammes bei Reitwein begonnen. Hierzu waren in den ersten Stunden ca. 80 Lkw der Straßenbauverwaltung für die Errichtung des Querdeiches im Einsatz. Der Bau des Notdeiches wurde aber vorzeitig beendet und im folgenden Jahr zurückgebaut. Im Volksmund bekam der Schutzdamm den Namen Meyerdamm in Anspielung auf den damaligen brandenburgischen Bauminister Hartmut Meyer. Am 2. August bestand keine akute Deichbruchgefahr mehr, die gefährdeten Deichabschnitte blieben aber unter Kontrolle. Erst am 10. August sanken die Pegel, da das Flussbett der Oder ein geringes Gefälle aufweist und das Wasser aus den Nebenflüssen nachrückte.
Die Bundeswehr setzte unter Führung von Generalmajor Hans-Peter von Kirchbach zwischen ab dem 18. Juli rund 30.000 Soldaten mit 3000 Radfahrzeugen, davon 2500 Lkw, sowie Spezialmaschinen zum Schutz vor dem Hochwasser ein (und weitere Soldaten bei Aufräumarbeiten danach). 50 Bundeswehr-Hubschrauber beförderten in über 2.700 Flugstunden rund 2.000 Personen sowie etwa 3.500 Tonnen Material. Damit handelte es sich um den bis dahin größten Katastropheneinsatz der Bundeswehr. Die Anwohner, Helfer aus ganz Deutschland, Soldaten, der Bundesgrenzschutz, das THW und Feuerwehren füllten mehr als 8 Millionen Sandsäcke mit ca. 177.000 Tonnen Sand und Kies.
Durch die weiten Polderflächen im unteren Odertal – sowohl auf deutscher als auch auf polnischer Seite –, die im Sommer 1997 aufgrund des Hochwassers geflutet wurden, konnte Schlimmeres verhindert werden. Bei einem möglichen Deichbruch bei Hohenwutzen wäre nicht nur das Oderbruch betroffen gewesen. Das Wasser hätte sich auch über die Hohensaaten-Friedrichsthaler Wasserstraße in die flachen Randgebiete des Unteren Odertals ausgebreitet. Dies hätte auch die Stadt Schwedt/Oder, die direkt über einen alten Oderarm mit diesem Kanal verbunden ist, schwer getroffen. Dabei wären weite Teile der Innenstadt bis an den Rand der oberen Talsandterrassen überflutet worden.
Nachdem sich die Hochwasserlage im polnischen Słubice für die Bevölkerung erheblich verschlechterte, wurde eine Hilfsgruppe des DRK nach Słubice für Internationale Hilfsmaßnahmen abgeordnet. Diese Gruppe verteilte Hilfsgüter (Lebensmittel- und Sachgutspenden) aus Deutschland an die evakuierten Personen und leistete bei Verletzungen Erste Hilfe.

## Wasserstände
Entlang der Oder wurden bis etwa zur Mündung der Warthe bei Küstrin noch nie zuvor gemessene Wasserstände beobachtet. Das Landesumweltamt Brandenburg hat 1998 die höchsten Wasserstände zusammengetragen und veröffentlicht.
| Pegel- name                            | Oder- km | max. Pegelstand in cm | Datum             |
| -------------------------------------- | -------- | --------------------- | ----------------- |
| Bohumín                                |          | 660                   | 08.07.1997        |
| Racibórz Miedonia                      | 55,5     | 1045                  | 09.07.1997        |
| Ujście Nysy                            | 180,5    | 768                   | 10.07.1997        |
| Rędzin                                 | 261,1    | 1030                  | 13.07.1997        |
| Brzeg Dolny                            | 284,7    | 1070                  | 13.–14.07.1997    |
| Malczyce                               | 304,8    | 892                   | 14.–15.07.1997    |
| Ścinawa                                | 331,9    | 732                   | 15.07.1997        |
| Głogów                                 | 392,9    | 712                   | 16.07.1997        |
| Nowa Sól                               | 429,8    | 681                   | 16.07.1997        |
| Cigacice                               | 471,3    | 682                   | 19.07.1997        |
| Połęcko                                | 530,3    | 595                   | 24.07.1997        |
| Ratzdorf                               | 542,5    | 691                   | 24.07.1997        |
| Eisenhüttenstadt                       | 554,1    | 717                   | 24.07.1997        |
| Frankfurt (Oder)                       | 584,0    | 656                   | 27.07.1997        |
| Słubice                                | 584,1    | 637                   | 27.07.1997        |
| Kietz                                  | 614,8    | 653                   | 27.–28.07.1997    |
| Kienitz                                | 633,0    | 628                   | 24.07.1997        |
| Gozdowice                              | 645,3    | 659                   | 31.07.–01.08.1997 |
| Hohensaaten-Finow                      | 664,9    | 729                   | 31.07.1997        |
| Hohensaaten Ostschleuse OP (Oderseite) | 667,2    | 805                   | 31.07.1997        |
| Bielinek                               | 673,5    | 712                   | 31.07.–01.08.1997 |
| Stützkow                               | 680,5    | 1009                  | 29.07.1997        |
| Schwedt Oderbrücke                     | 690,6    | 886                   | 02.08.1997        |
| Schwedt Schleuse OP (Oderseite)        | 697,0    | 840                   | 01.–02.08.1997    |
| Widuchowa                              | 701,8    | 760                   | 02.–03.08.1997    |
| Gartz (Oder)                           | 8,0      | 698                   | 01.–02.08.1997    |
| Mescherin                              | 14,1     | 672                   | 03.08.1997        |
| Gryfino                                | 718,5    | 649                   | 03.08.1997        |
| Ückermünde                             | Oderhaff | 536                   | 06.08.1997        |

1. ↑  Pegelnullpunkt wurde nach 1998 um einen Meter herabgesetzt, deshalb Wert jetzt um 100 cm erhöht gegenüber den Messungen von 1997.
2. ↑  dito
3. ↑  Der Pegelwert wurde nachträglich im gewässerkundlichen Jahrbuch von 657 auf 656 korrigiert.
4. ↑  Der Pegel liegt im Verbindungskanal Hohensaaten bei km 92,9. Er zeigt aber den Wasserstand der Oder am angegebenen km 667,2 an.
5. ↑  Der Pegel liegt in der Schwedter Querfahrt bei km 0,4. Er zeigt aber den Wasserstand der Oder am angegebenen km 697,0 an.
6. ↑  Der Pegel liegt an der Westoder bei km 8,0. Kilometer Null der Westoder ist etwa am Pegel Widuchowa.
7. ↑  Der Pegel liegt an der Westoder bei km 14,1. Kilometer Null der Westoder ist etwa am Pegel Widuchowa.

## Schadensbilanz
In Tschechien kamen infolge des Oderhochwassers 20 Menschen ums Leben. Im tschechischen Odergebiet waren 202 Gemeinden von den Überflutungen betroffen. Über 500 Häuser wurden zerstört und 5500 Häuser beschädigt. An 500 km Straße und 100 km Bahnlinie entstanden Hochwasserschäden. Am weitaus stärksten betroffen war der Kreis Bruntál in den Einzugsgebieten von Opava und Opavice. Der Gesamtschaden für Tschechien wurde mit umgerechnet 470 Mio. Euro angegeben.
In Polen kamen 54 Menschen ums Leben. Es wurden 47.000 Gebäude von der Überschwemmung heimgesucht, 106.000 Menschen mussten evakuiert werden. 465.000 ha landwirtschaftliche Nutzfläche wurden überflutet. 25 km Deich wurden zerstört, 467 km wurden reparatur- bzw. sanierungsbedürftig. Vom Hochwasser beschädigt oder zerstört wurden ferner 2000 km Straßen und Bahnlinien, 1700 Brücken und Verkehrsdurchlässe, 261 Krankenhäuser und andere Einrichtungen des Gesundheitswesens, 937 Schulen und Kindertagesstätten, 33 wissenschaftliche Institutionen, 852 Denkmale, Kultur- und Sportobjekte sowie 120 km Wasserversorgungsnetz und 300 Trinkwasserentnahmestellen bzw. Brunnen. Etwa 70 Kläranlagen und 7 Deponien wurden überflutet. Insgesamt entstand für Polen ein Schaden von umgerechnet 2,38 Mrd. Euro.
In Deutschland resultierte der größte Anteil des Gesamtschadens aus der Überschwemmung der Ziltendorfer Niederung (ca. 5000 ha), aus der 2000 Menschen evakuiert wurden. Im Oderbruch mussten 8.000 Einwohner vorübergehend ihre Häuser verlassen. Der Aufwand für die Hochwasserabwehr belief sich auf umgerechnet über 132 Millionen Euro. Die Deichschäden wurden mit rund 78 Mio. Euro veranschlagt. Insgesamt waren 575 Schadensfälle an privaten Gebäuden und Nebengebäuden zu verzeichnen, die auf 13,9 Mio. Euro beziffert wurden. Der Schaden an öffentlichen Gebäuden betrug 1,9 Mio. Euro. An den kommunalen, Landes- und Bundesverkehrswegen entstand ein Schaden von mehr als 66 Mio. Euro. Die Schäden der Wirtschaft (inklusive Landwirtschaft, exklusive Binnenschifffahrt) beliefen sich auf fast 30 Mio. Euro. Die Bundeswasserstraßen der Oder wurden im Verlauf der zweiten Julihälfte bis Mitte August für die Schifffahrt gesperrt. Binnenschiffer und Hafenbetriebe erlitten einen Umsatzverlust von 1,2 Mio. Euro. In der Gesamtbilanz entstand durch das Oderhochwasser 1997 in Deutschland ein Schaden von umgerechnet über 331 Mio. Euro.

## Aufräumarbeiten
Am 9. August kehrten die evakuierten Bewohner des Oderbruchs schrittweise in ihre Dörfer zurück; die Grenzübergänge nach Polen wurden wieder geöffnet.
Während die Bundeswehr gemeinsam mit dem THW und den örtlichen Feuerwehren die Aufräumarbeiten aufnahm, begann das Landesumweltamt Brandenburg den Wiederaufbau der zerstörten Deichabschnitte vorzubereiten. Noch im September 1997 wurde an zwölf Deichbauvorhaben mit den Bauarbeiten begonnen. Schwierigkeiten ergaben sich durch die Untergrundverhältnisse der aufgeweichten Deiche und Munitionsfunde aus dem Zweiten Weltkrieg. Ende November 1997 konnten die letzten Reparaturarbeiten abgeschlossen werden.
Das Land Brandenburg und der Bund reagierten mit Soforthilfeprogrammen. Nach dem Hochwasser setzte eine Spendenaktion der Bevölkerung ein. Die Summe der Spenden belief sich auf mehr als 50 Millionen Euro.

## Rezeption und Spätwirkungen

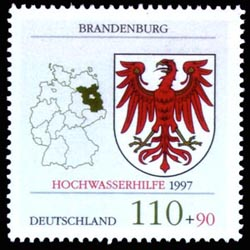
Briefmarke von 1997 mit 90 Pfennig Zuschlag zugunsten der Hochwasserhilfe Brandenburg

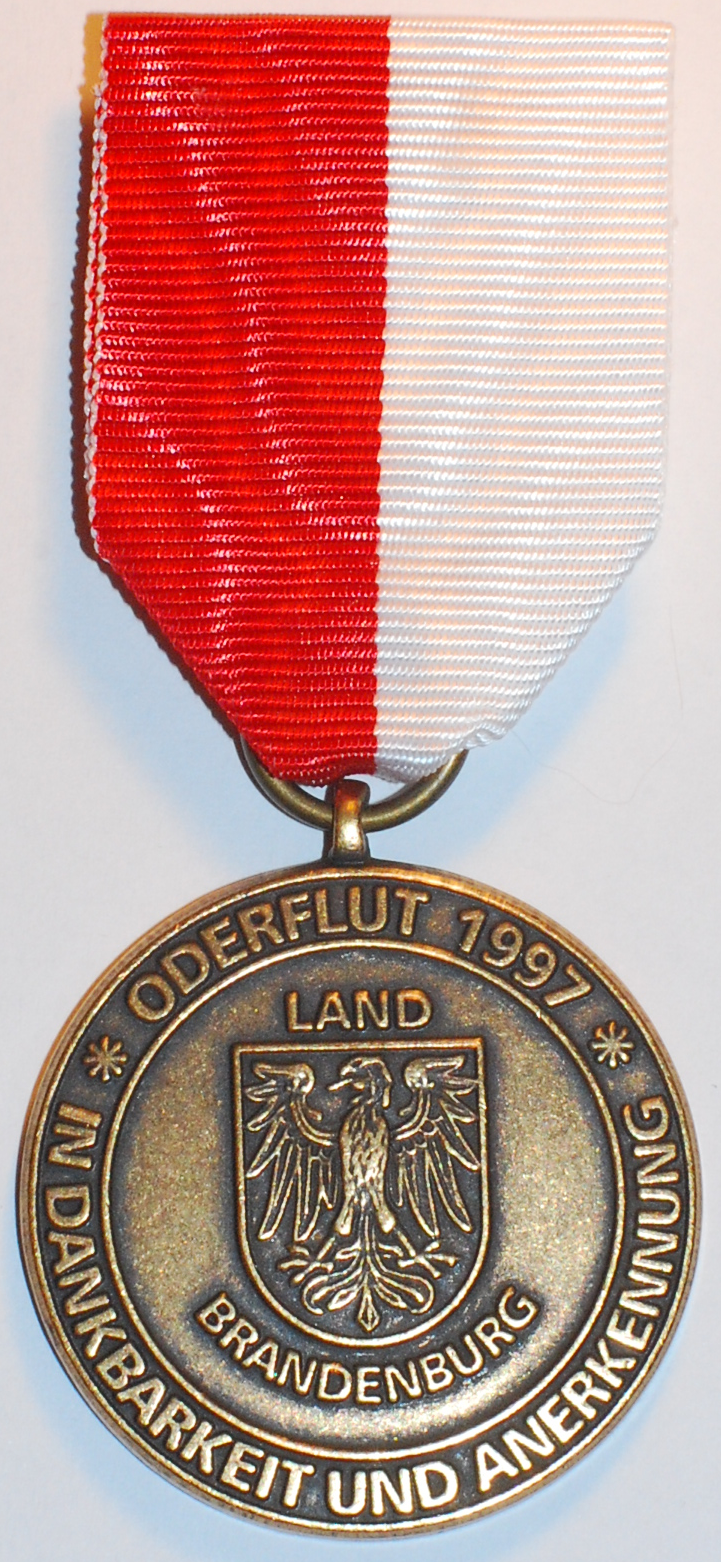
Oderflut-Medaille

### Gesamtdeutsche Anteilnahme
Über das Oderhochwasser 1997 mit der Bedrohung des Oderbruches wurde in den Medien intensiv berichtet. Die Ereignisse wurden in der gesamten deutschen Bevölkerung mit großer Anteilnahme verfolgt. Der Kampf gegen die Flut wurde als nationale Aufgabe eingestuft und akzeptiert. Obwohl die deutsche Vereinigung formal bereits 1990 vollzogen war, gab es durch die vereinigungsbedingten Belastungen erhebliche emotionale Hemmnisse und Vorbehalte. Die Flut und die Anstrengungen zur Sicherung des Oderbruches trugen zum emotionalen Zusammenwachsen der beiden Landesteile bei. Insbesondere der Einsatz der Bundeswehr wurde in Ostdeutschland honoriert. Die Flut löste eine bundesweite Spendenbereitschaft – vor allem für die deutschen Opfer – aus. Durch seine Tätigkeit als Krisenmanager wurde der damalige brandenburgische Minister für Umwelt, Naturschutz und Raumordnung, „Deichgraf“ Matthias Platzeck, bundesweit bekannt.

### Oderflut-Medaille
In Anerkennung der Hilfe und zum Dank an die Helfer beim Flutkatastropheneinsatz wurde vom Ministerpräsidenten des Landes Brandenburg die Oderflut-Medaille gestiftet, und erstmals während eines Festaktes am 20. September 1997 von Manfred Stolpe überreicht. Die Oderflut-Medaille des Landes Brandenburg gibt es für Uniformträger und für Zivilisten. „Die Oderflut-Medaille trägt auf ihrer Vorderseite den brandenburgischen Adler mit dem Schriftzug Land Brandenburg sowie einen Hinweis auf das Ereignis und eine Dankesformel; auf ihrer Rückseite ist die betroffene Region symbolisch dargestellt. Sie wird an einem rot-weißen Band auf der linken oberen Brustseite getragen.“ (aus dem Erlass des Ministerpräsidenten zur Oderflut-Medaille).

### Deichneubau
Aufgrund der 1997 gesammelten Erfahrungen wurden an mehreren Stellen Planungsverfahren für den grundlegenden Neubau kritischer Deichabschnitte des Oderdeiches eingeleitet. Dabei wurden die Deichlinie, das Deichprofil und die Deichhöhe verändert. Probleme traten vereinzelt bei der Beschaffung der Grundstücke und bei der Entschädigung der Anlieger auf. Diese Neubaumaßnahmen erfolgten in den Jahren 1998 bis 2005.

### Verfilmungen
- 2022: Hochwasser (Originaltitel Wielka woda) 6-teilige Netflix-Serie